# Lucio Alfidio Herenniano
Lucio Alfidio Herenniano  fue un senador romano que desarrolló su cursus honorum en el siglo II, bajo los imperios de Antonino Pío, y Marco Aurelio y Lucio Vero.

## Familia
Estaba casado con Julia Calvina, natural del municipium Fabrateria Nova en Campania.

## Carrera pública
En 171, bajo Marco Aurelio, fue designado consul ordinarius.